# Respiro (Grazia Di Michele)
(da Cammineremo sulle acque)
Respiro è un album della cantautrice italiana Grazia Di Michele, pubblicato nel 2006 da Rai Trade.

## CD Promo
Grazia Di Michele pubblica Respiro il 20 gennaio 2006, presentandolo alla Feltrinelli di Milano. Il singolo promo che ne anticipa l'uscita, Habi, suscita delle polemiche per il tema affrontato: Habi è il nome di una ragazza kamikaze che ha deciso di farsi esplodere nel maggio del 2003 in un centro commerciale di Afula, in Galilea e di cui l'artista non ha potuto fare a meno di raccontare la storia, essendone rimasta estremamente colpita. Il brano rock delinea il ritratto vivido della donna che, a dispetto della sua giovane età, decide di sacrificare la sua vita e quella di altre persone senza alcuna "certezza che potrà avere un altro mondo in cambio dei suoi sogni e della sua bellezza". Di Habi è anche stato realizzato un video musicale in cui compare la cantautrice, che imbraccia la chitarra, insieme ad alcuni componenti della sua band.

## Brani
L'album si apre con il brano shock Habi.
Nella seconda traccia, che porta il titolo Cammineremo sulle acque, l'autrice affronta il tema della morte; Tuttavia, come usando una litote, parla della morte attraverso l'evocazione e la celebrazione del suo contrario, della vita: il coraggio e la tenacia nell'aggrapparvisi, la speranza, la presenza di una "piccola fiamma " che "dà vita all'oscurità" attenuano la tragicità della morte, che si risolve nella prospettiva di un futuro in cui ogni mistero sarà svelato e tutto diventerà chiaro.
La terza traccia, Le donne d'autunno, è la versione rielaborata, sia negli arrangiamenti che nel testo, della canzone omonima di Bungaro. Questo brano ricorda Le ragazze di Gauguin per le sonorità e le atmosfere che entrambe creano nonché per il suggestivo ritratto di donna che viene delineato.
Il quarto brano, L'ultimo no, descrive la disposizione dell'animo innanzi all'amore: se da un lato si comprende che questo condurrà inevitabilmente ad un fallimento, dall'altro non si può fare a meno di cedervi e di lasciar tacere ogni negazione.
La storia di Irene è una ballata folk in cui la Di Michele inserisce molto della sua esperienza biografica: è raccontata la storia di una ragazza che viene stregata dalla bellezza della musica e che decide che questa costituirà la sua vita; l'ostilità dei familiari, il riferimento ad una "chitarra bianco-madreperla", la finale scelta di vivere di musica, fanno comprendere che dietro ad Irene si celi la stessa Grazia.
Grazia scrive la sesta canzone, Emanuele, per suo figlio e manifesta tutto l'amore che nutre verso di lui, descrivendo gli episodi più semplici ma più importanti ed apprezzabili della vita quotidiana.
A seguire Come mi penserai, un brano in cui parla del suo rapporto con la fede, avvertito dalla cantautrice come un sentimento inafferrabile. La fede può subire degli squilibri, può essere messa in discussione dai dubbi che derivano dalle negative esperienze in cui ci si imbatte nella vita, ma non si esclude che si possa rinsaldare nell'animo.
L'ottava traccia, Volubile, è una canzone che la Di Michele esegue in duetto con Pietra Montecorvino: l'instabilità, l'incostanza, la frivolezza dell'amore vengono espresse dall'unione di una voce delicata come quella di Grazia ad una ruvida, sporca come quella di Pietra.
Il nono brano è Un po' di verità, che parla di un amore passionale che lascia dietro di sé solo "rituali inutili", "gusci vuoti di parole".
La decima traccia, La coscienza, sembra ricordare Cliché, che la Di Michele aveva pubblicato nel 1978 nell'omonimo album; infatti viene operata una sorta di critica nei confronti di un uomo che sembra essere quello della vita ma che in realtà dà tutti i segni da far sospettare il contrario.
L'album si chiude con Amore di passaggio, già edito in Naturale, del 2001; si parla dell'amore occasionale, quello di una sera, che non ha nome, ma che lascia molte emozioni nel cuore, come un raggio dentro il nostro animo.

## Messaggio
All'interno dell'album si legge un messaggio della cantautrice:
"Deve essere un retaggio scolastico quello che ci fa usare in modo distinto i verbi “ispirare” e “inspirare”. Deve essere la paura di mescolare qualcosa di spirituale, l'ispirazione che ha a che fare con l'anima, con qualcosa di naturale e biologico, il portare l'aria dentro di noi. Ricercando nel lessico scopro che i due verbi in realtà possono essere usati entrambi con lo stesso significato, con riferimento sia alla sfera spirituale che a quella biologica. Significati paralleli ha anche il verbo spirare, che usiamo parlando delle brezze, dei venti, come dell'anima che ci abbandona al termine della vita. E suggestive sono tutte le metafore intorno al soffio, al vento, al respiro… Chi scrive canzoni queste cose le sa da sempre, perché cogliere le emozioni, raccontare i sentimenti, ascoltare i silenzi dell'anima non è un esercizio intellettuale ma un atto naturale e necessario, proprio come lo è il respirare. L'essenza delle cose, del resto, non si spiega ma si coglie nell'aria. L'anima di cui parliamo non vola lontano dal mondo ma lo respira, lo assorbe avidamente e lo rimette in circolo in un gioco incessante, misterioso e vitale."

## Tracce
1. Habi 3'20
2. Cammineremo sulle acque 3'21
3. Le donne d'autunno 3'53
4. L'ultimo no 3'31
5. La storia di Irene 3'55
6. Emanuele 3'00
7. Come mi penserai 4'10
8. Volubile 4'31
9. Un po' di verità 4'02
10. La coscienza 3'42
11. Amore di passaggio 3'13